# Ponanza
Ponanza（ポナンザ）は、コンピュータ将棋のソフトウェアである。2016年頃までは1文字目のPも小文字にしてponanzaと表記していた。

## 概要
メイン開発者は山本一成。山本は学生時代に大学将棋界の強豪として知られる東京大学将棋部に在籍し、アマチュア五段（将棋倶楽部24ならR2300程度）の棋力を持つアマ強豪である。東京大学在学中に留年した山本が、これを機会に何かに挑戦しようと決めた際、苦手意識を持っていたコンピュータを、得意な将棋をテーマに克服しようと取り組んだのが開発のきっかけであった。
2013年の第1回電王トーナメントより2017年の第27回世界コンピュータ将棋選手権まで下山晃が共同開発者に加わる。下山は、第21回、第22回の世界コンピュータ将棋選手権で連続して決勝リーグに進出した強豪ソフト「Blunder」の開発者であった。2017年の第5回電王トーナメントでは、下山が開発陣から外れ、新たに第27回世界コンピュータ将棋選手権に出場した「GAN将棋」の開発者であった大渡勝己が共同開発者に加わった。
プログラム名は、評価関数の学習手法を参考にしたBonanzaに由来する。開発当初は山本が六枚落ちで指しても勝てるほど弱く、世界コンピュータ将棋選手権に初出場した2009年の第19回大会では一次予選参加24チーム中13位で敗退している。しかし、2年後の2011年第21回大会で初めて決勝リーグに進出し、強豪ソフトの一角を占めるようになる。
2013年には第1回将棋電王トーナメントを、2015年には第25回世界コンピュータ将棋選手権を制覇し、両大会を共に制した初のソフトとなった。また、将棋倶楽部24の最高レーティング記録も保持している。
2017年の第27回世界コンピュータ将棋選手権では、プリファード・ネットワークス（PFN）のライブラリ「Chainer」を利用してディープラーニングを導入した「Ponanza Chainer」としてエントリーし、さくらインターネットのクラウドサービス「高火力コンピューティング」によるCPU1092Core（Intel Xeon）、GPU128基（NVIDIA Titan X）をハードウェアとして揃え、開発陣は山本・下山に加えPFNから6名、さくらインターネットから2名を加えた10名に膨らんだ。Ponanzaは世界コンピュータ将棋選手権および将棋電王トーナメントの両大会で2015年から連覇を続けていたが、この大会では優勝したelmoに二次予選と決勝で2戦して2敗し準優勝に終わり、連覇も止まった。
2017年11月の第5回将棋電王トーナメント終了後、山本がPonanzaの引退を表明した。
Ponanzaによる独創的な指し手や戦法は、「Ponanza流」と呼ばれ、現在ではプロ棋士にも採用されており、Ponanzaは人間の教師という面も持っている。

### 商品化やコラボ
将棋ウォーズでは対局中に「Ponanza」に代わりに5手自動で指してもらうことができ、これは「棋神召喚」と名付けられている。開発者の下山は「最善手（神様の指し手）にはほど遠いと思いますよ」と答えている。
なお市販バージョンとして『将棋新世紀 PonaX』（しょうぎしんせいきポナックス）が2014年5月30日にマイナビより発売されたが、GUI部分のバグが非常に多くバージョンアップでの対応も困難と判断されたことから、わずか2週間後の同年6月13日に製品の回収及び返金が発表された。
2018年2月、ローソンのLINE公式アカウントにPonanzaとの対局機能が実装され、ローソンの公式キャラクターである「ローソンクルー♪あきこちゃん」と将棋で対局ができるようになった。なお強さは「最新版のPonanza搭載」のため「過剰に強い」という。

### 駒の価値
Ponanzaにおける駒の価値、 第2期電王戦バージョン。
| 駒   | Ver.2016 |
| ---- | -------- |
| 歩   | 93       |
| 香車 | 322      |
| 桂馬 | 416      |
| 銀   | 528      |
| 金   | 567      |
| 角   | 951      |
| 飛車 | 1087     |
| 玉   | ∞        |
| と金 | 598      |
| 成香 | 567      |
| 成桂 | 569      |
| 成銀 | 582      |
| 馬   | 1101     |
| 龍   | 1550     |

## プロ棋士との対局
2013年に出場した第2回将棋電王戦において佐藤慎一四段（当時）を141手で破り、コンピュータが初めて現役プロ棋士に平手で勝利した。
2012年12月15日に行われた記者発表会で山崎バニラが棋士、開発者双方に今回はソフトは貸し出されるかどうか質問した、佐藤慎一四段が「家で研究する時にソフトがあれば凄くいいなと思いますけどどうなんでしょうか」と尋ねたところ、山本一成は「基本的に勝負なので嫌です」と返答し、Ponanzaについては貸し出されない事となった。後のインタビューで山本は「自分は病的なほど負けず嫌い」と語っている。
2014年に出場した第3回将棋電王戦では屋敷伸之九段と対局を行い、130手で破った。
山本は2013年11月11日のブログで、「（乱数を加えた）実装のPonanzaと純粋なPonanzaとの対局結果は430勝522敗だったが、対人戦で研究にはまらないためにはやむを得ない」「PonanzaとBlunder（将棋ソフトの一つ）で交互に指すことも出来たが、屋敷九段の強さを考えてやめた」「今回のPonanzaの強さは、クラスタが使えないことを差し引いても第2回電王戦で佐藤慎一四段と戦ったPonanzaより強い」とコメントしている。
2015年に出場した将棋電王戦FINALにおいて村山慈明七段と対局を行い、97手で勝利。5回に1回は定跡ではなく自分で考える「相当面倒くさい設定」にされており、序盤で「3六飛」という村山の研究外の手を指し、村山の読み筋をはずして優勢に持ち込んだ。サポートの西尾明六段は同一局面で3%の確率しか無い手だったとコメントしている。
村山は対局前のインタビューで「やってくる作戦が全然違い、プロの公式戦では出ない形が多い」「第3回よりもやりにくい。前は色々カードがあったが、今はどれもしっくりこない」と答えていた。村山はPonanzaとの練習対局の勝率について第3回電王戦ver.Ponanzaに対しては「1割、2割」、電王戦FINAL Ver.Ponanzaに対しては「1割無かった」と述べている。
2016年に出場した第1期電王戦で叡王戦覇者の山崎隆之八段と対局を行い、第1局は85手、第2局は118手で勝利。対プロ棋士への連勝を5に伸ばした。橋本崇載八段はPonanzaがプロ棋士に5連勝した事について「アホみたいに強い」と褒めている。作者の山本は第1期電王戦Ver.Ponanzaは電王戦FINAL Ver.Ponanzaに7 - 8割ぐらい勝てる、また2013年の電王戦に出場したGPS将棋よりも確実に強いと発言している。
山崎隆之は練習対局でのPonanzaの印象を聞かれて「自分の認識よりも はっきり進んでたというのは正直感じてます」と答えている。
2017年に出場した第2期電王戦で第2期叡王戦覇者の佐藤天彦名人と対局を行い、第1局は71手、第2局は94手で勝利。コンピュータ対タイトルホルダーの公式対局は2007年の渡辺明竜王対Bonanza以来10年ぶり、将棋電王戦としては初となった。将棋電王トーナメントでの優勝インタビューで作者の山本は「今年はがんばりました。ぎりぎりまで改良して去年の電王戦バージョンに9割勝てるようになってました」と発言している。佐藤は「今回、自分がポナンザと戦うことになりました。前回のバージョンに9割勝てると聞きましたが、なかなか実感が湧きません。大変な戦いになるとしか思えず、挑戦者の気持ちで戦いたい。コンピューターに詳しい棋士の協力を得て本番に臨むつもりです」と答えている。サポート棋士は永瀬拓矢六段、永瀬は「ポナンザとかですと強いながらも癖があると思いますので、はい、そこらへんを掴んで 数をこなせば勝つ自信は当然あるので、自分はまだコンピュータに勝てると思っているので、やっぱり先生に出ていただくという事で力になれればいいと思ってましたし、やっぱり一番勝つ可能性が高い棋士が佐藤名人だと思っておりましたので」とインタビューで答えている。

## 競技会成績
Ponanza Chainerは2018年以降世界コンピュータ将棋選手権には出場していない。
（将棋電王トーナメントは2017年の第5回で終了した。ドワンゴは、2019年の世界コンピュータ将棋選手権で、賞金総額200万円の「ドワンゴ賞」を設定した。）
| 大会/年                    | 2009 | 2010 | 2011 | 2012 | 2013 | 2014 | 2015 | 2016 | 2017 | 2018 | 2019 |
| -------------------------- | ---- | ---- | ---- | ---- | ---- | ---- | ---- | ---- | ---- | ---- | ---- |
| 世界コンピュータ将棋選手権 | 31位 | 11位 | 5位  | 4位  | 2位  | 2位  | 1位  | 1位  | 2位  | -    | -    |
| 将棋電王トーナメント       |      |      |      |      | 1位  | 2位  | 1位  | 1位  | 3位  |      |      |

### 注
1. ↑  開発者本人が大文字・小文字を意識して使い分けていたのかどうかは不明だが、世界コンピュータ将棋選手権では、2016年までは小文字、2017年からは大文字にしてエントリーしている[1]。このような経緯から、各種メディアでは大文字で表記されることもあれば小文字で表記されることもある
2. ↑  やまもといっせい。1985年生まれ。アマ5段。東京大学大学院修士課程修了。
3. ↑  一次予選は前年大会の上位19チーム（当時）が参加を免除され、その他のチームで争われる

## 参考
- 第21回世界コンピュータ将棋選手権 アピール文書